# Codex Macedoniensis

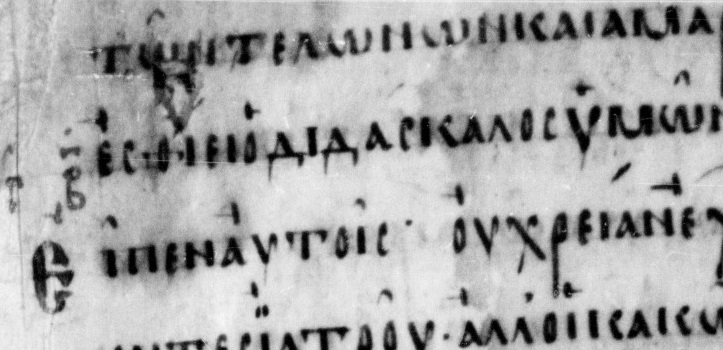
Folio 1 recto

Il Codex Macedoniensis (Gregory-Aland: Y o 034; Soden: ε 073) è un manoscritto onciale in lingua greca datato al IX secolo, contenente i vangeli canonici.

## Contenuto e critica testuale
Il codice contiene 309 fogli in pergamena (18x13 cm), scritti su una colonna per pagina, 16 linee per colonna, e contiene il testo dei vangeli canonici in forma frammentaria: mancano infatti solo sei lacune (Matteo 1,1-9,11; 10,35-11,4; Luca 1,26-36; 15,25-16,5; 23,22-34; Giovanni 20:27-21:17). Il manoscritto manca della Pericope dell'adultera (Vangelo secondo Giovanni 8,1-11) e dei versetti Matteo 16,2b-3.
Il testo greco di questo codice è rappresentativo del tipo testuale bizantino; Kurt Aland lo ha collocato nella V categoria.

## Storia
Il manoscritto fu citato in maniera insufficiente da Konstantin von Tischendorf, e Gregory ne fece una collazione. Secondo Hermann von Soden, il manoscritto appartiene al testo Ka. Kirsopp Lake ha trovato collegamenti con la Famiglia Π.
Secondo Bruce M. Metzger questo manoscritto «merita di essere studiato più attentamente di quanto non sia stato finora».
Il codice è conservato alla Cambridge University Library (manoscritti addizionali 6594).